# Хетко Николов
Хетко Николов е български композитор на поп музика.

## Биография
Хетко Николов е роден през 1941 година в Силистра. Композира още в ученическите си години, като е свирил на акордеон. За разлика от другите силистренски музиканти, той единствен се занимава с композиторска дейност. Прикован в инвалидна количка, сам изучава теория на музиката с помощта на композитора Йосиф Цанков, който забелязва и оценява таланта му през 1964 година. Съществена и полезна е подкрепата на друг изтъкнат музикант – Асен Карастоянов. Хетко Николов е автор и на театрална музика, и на детски песни; участвал е на фестивалите „Златният Орфей“ и „Ален мак“. Издадени са три авторски плочи с отпечатки в нотни свитъци на над 50 песни. Сред тях са „Венера“ и „Любов“, изпълнявани от примата на българската поп музика Лили Иванова. Значителната част от песните му са по стихове на Дамян Дамянов. Писал е и по текстове на Павел Матев, Владимир Башев и Христо Фотев. Лауреат е на два ордена „Св. св. Кирил и Методий“.
Умира на 24 ноември 1988 г. в Силистра.
Сред известните песни на Хетко Николов са „Младост“ в изпълнение на Христо Кидиков, „Нова обич“ в изпълнение на Петър Чернев, „Венера“ и „Любов“ в изпълнение на Лили Иванова.

## Албуми с негова музика

### Малки плочи
- 1973 – „Песни от Хетко Николов“ (EP, Балкантон – ВТМ 6534)[1]
- 1975 – „Младост“/ „Пролетна любов“ (SP, Балкантон – ВТК 3112)[2]
- 1977 – „Със светлата усмивка на Силистра“/ „Балада за Силистра“ (SP, Балкантон – ВТК 3500)[3]
- 1978 – „Звезда над лесокомбината“/ „Здравей, комбинат обичан“ (SP, Балкантон – ВТК 3729)[4]